# 斯塔福洛
斯塔福洛（義大利語：Staffolo），是意大利安科纳省的一个市镇。总面积27.66平方公里，人口2396人，人口密度86.6人/平方公里（2009年）。ISTAT代码为042049。